# Waza Nationalpark
Waza Nationalpark er en nationalpark i departementet Logone-et-Chari i regionen Extrême-Nord i Cameroun. Det blev grundlagt i 1934 som et jagtreservat og har et areal på 1.700 km2. Waza opnåede nationalparkstatus i 1968 og blev et UNESCO-biosfærereservat i 1979.
For at bevare og bevare parkens biodiversitet blev der i 1997 udarbejdet den første forvaltningsplan af sin slags i Cameroun. Parken støder op til Chingurmi-Duguma-delen i Chadbækkenet Nationalpark i Nigeria. Der er også et forslag om at kombinere denne park med Waza Logone-flodsletten som et Ramsarområde. Skovboerne, der havde deres landsbyer i parken, blev genbosat ved parkens grænser, efter dens oprettelse. Dette blev gjort for at skabe en social buffer mod krybskytteri og bevare parkens ressourcer.
Den dominerende vegetation findes i overgangszonen mellem Sahel- og Sudan-savannen, der indeholder akacie og åbne Yaéré (en)-savanneskove. De fremtrædende fauna-arter, der rapporteres at bebo parken, er løve, afrikansk elefant, hyæne, koantilope, hesteantilope, kob, vandbuk, rørbuk, gazelle, den truede sudangepard den vestafrikanske giraf. De rapporterede fuglearter er gæs, silkehejre, strudse, hejrer, pelikaner, sadelnæbbede storke og ibis.

## Geografi
Parken grænser op til byen Waza mod vest, grænsen til Nigeria, og Tchad ligger kun 10 km væk. Den sæsonbestemte flodslette "Yaéré" markerer øst og nordøst, og vejen Maroua – Kousséri ligger mod vest.
Parkens habitater ligger hovedsageligt i "Tchad-depressionen" med en gennemsnitlig højde på 300 -320 moh. - det højeste punkt går op til 500 moh. nær landsbyen Waza. Parkens topografi er dog generelt flad. Sandklitter i parkens vestlige del afspejler et tidligere ørkenlandskab. Tchad-depressionen var oprindeligt dækket af Tchadsøen. 
Parken ligger 120 km nord for Maroua og 135 km fra Kousseri, og har asfalterede veje. Parken er kun åben for offentligheden fra 15. november til 15. juni, og en guide er efter parkens regler obligatorisk.

## Dyreliv
Pattedyrbestanden i parken er med 30 arter, en af de største i det centrale Vestafrika. Nogle af de arter, der er af interesse fra et bevaringsperspektiv, er de sårbare arter rødpandede gazelle (Gazella rufifrons), hvis bestand er stigende, og korrigum (Damaliscus lunatus korrigum) , som er stabil. Den truede afrikanske elefant, som lever i Vachellia seyal-busklandskabet, skaber konflikter selv med landmænd, der bor langt væk.
Siden 2005 har det beskyttede område været betragtet som en løvebeskyttelsesområde. Waza Nationalpark har en svindende løvebestand. I 2010 blev det anslået, at der fandtes 14-21 løver. Waza Nationalpark er også hjemsted for en af de sidste bestande af Kordofan-giraffen (G. c. antiquorum).
Antallet af kob-antilope er steget til 5000 i 1990'erne siden et kraftigt fald i 1980'erne. Andre store hovdyr er vortesvin og hesteantiloper. Strudse er blevet registreret. Elefanter samles ved vandhullet Mare aux Éléphants. Andre arter er koantilope, tsessebe, anubisbavian, husarabe og grøn marekat, leopard, gepard og nataktive jordsvin.